# Musikalischer Sommer in Ostfriesland
Der Musikalische Sommer in Ostfriesland ist ein klassisches Musikfestival in Niedersachsen. Es veranstaltet jährlich in den Sommermonaten rund 30 Konzerte auf der gesamten ostfriesischen Halbinsel bis nach Oldenburg und in die angrenzenden Niederlande. Berühmte Künstler und Nachwuchsinterpreten bieten Konzerte aus den Bereichen Klassik, Barock und Jazz. Lesungen, Orchester- und Familienkonzerte, sowie Kammermusikkurse sind Bestandteil des Festivals.

## Leitung
Gründer und Künstlerischer Leiter des Festivals war von 1983 bis 2016 der Geiger und Violinpädagoge Prof. Wolfram König. Von 1992 bis 2010 kooperierte das Festival mit dem International Festivalmanagement Thomas Hummel, Hamburg, sowie von 1992 bis 2011 mit dem Kommunalverband Ostfriesische Landschaft. Stellvertretender künstlerischer Leiter ist seit 2008 der Pianist Iwan König. Seit 2011 ist die Pianistin und Kultur- und Medienmanagerin Julia Marie Müller Managerin des Festivals. Seit 2016 sind Iwan König und Julia Marie Müller gemeinsam Intendanten des Festivals.

## Geschichte
Das Festival wurde im Jahre 1983 von der Musikerfamilie König gegründet. Innerhalb weniger Jahre stieg die Anzahl der Konzerte stark an. Seit dem Jahr 2000 finden etwa 50 Konzerte pro Festival statt, die ca. 14.000 Besucher zählen. Fester Bestandteil des Festivals ist seit Anbeginn ein Meisterkurs für Violine. Heute beinhaltet das Festival auch Kurse für Kammermusik, Klavier, Fagott und Cello. Von 2003 bis 2016 hielt der Musikwissenschaftler Elmar Budde Einführungsvorträge zu den Konzerten. Im Jahre 2007 gründete sich ein Verein namens Freunde des Musikalischen Sommers in Ostfriesland, der es sich zur Aufgabe gemacht hat, das Festival durch Einsammlung von Mitgliedsbeiträgen finanziell zu unterstützen. Bis 2012 kooperierte der Musikalische Sommer in Ostfriesland auf der niederländischen Seite mit dem Peter de Grote Festival. Von 2008 bis 2012 bestand ein Kooperationsvertrag zwischen Familie König und der Ostfriesischen Landschaft, der die Zusammenarbeit regelte.
Im Laufe des Jahres 2011 entbrannte ein Streit zwischen der Musiker-Familie König und der Ostfriesischen Landschaft, mit dem sich auch das Auricher Landgericht sowie das Oberlandesgericht Oldenburg befasste. Das Klassik-Festival wurde daher ab Sommer 2012 von Wolfram König ohne die Ostfriesische Landschaft durchgeführt.
Die Ostfriesische Landschaft entschloss sich trotz eines 2012 noch geltenden Kooperationsvertrags daraufhin, eine eigene klassische Konzertreihe auf die Beine zu stellen, die dem Konzept nach dem Musikalischen Sommer in Ostfriesland sehr ähnlich ist. Unter dem Titel Gezeitenkonzerte in Ostfriesland fand diese Konzertreihe im Sommer 2012 erstmals statt.
Inzwischen fördert das Land Niedersachsen beide Konzertreihen. 2022 erhielten die Gezeiten-Konzerte 25.000 Euro und der Musikalische Sommer 12.000 Euro.

## Konzept
Das Konzept des Festivals heißt „Klang und Raum“. In  Kirchen, Burgen, Schlössern, Gutshöfen, Kulturscheunen und Parks der Region finden Konzerte statt, deren Programm zu den Spielstätten passt. Die Veranstalter haben sich zum Ziel gesetzt, Musik und Ort genuin zu verbinden. Der Großteil der Konzerte findet in einer der zahlreichen historischen Kirchen der Region statt, wobei (reihum) möglichst viele Gemeinden Ostfrieslands mit geeigneten Kirchenräumen berücksichtigt werden. Das Eröffnungskonzert findet traditionell in der Auricher Lambertikirche statt, das Abschlusskonzert in der Johannes a Lasco Bibliothek (Große Kirche) in Emden. Weitere Veranstaltungsräume sind die historischen Schlösser und Burgen der Region, darunter Schloss Gödens, Schloss Lütetsburg, die Norderburg in Dornum, und weitere. Zu den Konzerten werden kulturelle „Streifzüge“, etwa Führungen durch historische Orte und Parks, sowie ein Catering für das Konzertpublikum angeboten. Seit Anbeginn finden zudem im Rahmen des Festivals die „Sommerlichen Meisterkurse in Ostfriesland“ für Streichinstrumente, Klavier und Kammermusik statt.

## Künstler (Auswahl)
Zu den Künstlern, die bislang beim Musikalischen Sommer in Ostfriesland auftraten, zählt unter anderem der Dirigent Vladimir Ashkenazy, unter dessen Leitung auch einer der bislang vier veröffentlichten Tonträger (Abschlusskonzert 2004) zustande kam. Auch sein Sohn, der Klarinettist Dimitri Ashkenazy nahm an der Konzertreihe teil. Sohn und Tochter des Festivalgründers Wolfram König, Iwan König und Franziska König, sind ebenso zu nennen wie die Cellistin Zara Nelsova und der Cellist George Neikrug. Jeremy Menuhin, einer der beiden Söhne des Dirigenten und Violinisten Yehudi Menuhin, trat ebenso beim Musikalischen Sommer auf wie Otto Waalkes mit der Darbietung von Peter und der Wolf. Zu den weiteren Künstlern zählen Jan Vogler, Tine Thing Helseth, Christian Schmitt, Thomas Zehetmair, Benjamin Schmid, Dominique Horwitz, Herbert Feuerstein, Trio Parnassus, Peter Buck, Hie-Yon Choi, Sebastian Manz, Juhani Lagerspetz, Ensemble Amarcord, German Brass, Markus Becker, Isang Enders, Severin von Eckardstein, Ulrike Schnieder, Annely Peebo, German Hornsound, Apollon Musagete Quartett, Chen Halevi, Elmar Budde, Christian Ihle Hadland, Herwig Tachezi, Frank Dupree.

## Finanzierung
Der Musikalische Sommer in Ostfriesland finanziert sich durch den Verkauf der Konzerttickets sowie durch die Akquise von Fördermitteln. Die Aloys Wobben Stiftung gehört neben dem Niedersächsischen Ministerium für Wissenschaft und Kultur, dem Norddeutschen Rundfunk und dem Förderverein des Musikalischen Sommers in Ostfriesland e. V. zu den Hauptförderern des Festivals. Darüber hinaus gibt es Konzertförderer aus der Region, die eng mit dem Musikalischen Sommer in Ostfriesland verbunden sind.

## Kulturpartner
NDR Kultur ist Kulturpartner des Musikalischen Sommers in Ostfriesland und zeichnet einzelne Konzerte auf, die dann im Radio gesendet werden. Im Sommer 2022 war der Intendant Iwan König bei der Sendung „NDR Kultur a la Carte“ zu Gast. Alljährlich gibt es zum Festivalbeginn ein Interview mit den Festivalmachern beim Ostfriesland Radio.

## Tonträger
- Klang & Raum – Musikalischer Sommer in Ostfriesland (Werke von W. A. Mozart, J. S. Bach, H. Villa-Lobos und A. Schönberg gespielt von Künstlern des Musikalischen Sommers), CD (1996).
- Otto Waalkes – Peter Und Der Wolf (Deutsche Grammophon Production), CD-Album (2001).
- Musikalischer Sommer | Abschlusskonzert 2004 – P. I. Tschaikowski: Konzert Nr. 1 für Klavier und Orchester b-Moll op. 23; S. Rachmaninow: Sinfonie Nr. 2 e-Moll op. 27 – Vladimir Ashkenazy (Dirigent), Iwan König (Klavier), mit dem Sinfonieorchester des Musikalischen Sommers in Ostfriesland und Groningen, 2CDs (2004).
- Iwan König, Herwig Tachezi – L.v. Beethoven: Sämtliche Werke für Klavier & Cello (Gramola), 2CDs (2007).